# 大云院 (沁县)
36°44′52″N 112°34′29″E / 36.74778°N 112.57472°E
大云院位于中国山西省长治市沁县郭村镇，在城西约13公里，已列为全国重点文物保护单位。

## 历史
大云院创建于宋代，金崇庆元年（1212年），村民为寺院捐资请得“大云禅院”名号。

## 建筑
现仅存清代山门和金代正殿。
正殿面阔三间，进深六椽，正方形平面，单檐悬山顶，屋面平缓，出檐深远，古朴端庄。院内保存有金碑二通。

## 保护
2001年，沁县大云院公布为第五批全国重点文物保护单位，编号5-244，古建筑类，年代为宋至清。